# Relationship of Command
Albums de At the Drive-In
At the Drive-In / Sunshine
(2000) This Station Is Non-Operational
(2005)
Relationship of Command est le troisième album du groupe américain de Post-hardcore At the Drive-In, publié le 12 septembre 2000 par Fearless Records et Grand Royal.
Historique et enregistrement
Relationship of Command a été enregistré sur une période de sept semaines à partir du 17 janvier 2000, après une tournée en première partie de "Rage Against the Machine". L'album a été enregistré aux Indigo Ranch Studios, à Malibu, en Californie, produit par Ross Robinson et mixé par Andy Wallace. Connu pour ses méthodes de production peu orthodoxes, Robinson a même emmené le bassiste Paul Hinojos faire un tour dans son SUV à travers les collines de Malibu pour faire monter l'adrénaline avant l'enregistrement.
Il a également fait venir Iggy Pop en studio pour une apparition en tant qu'invité. Omar Rodriguez a commenté : "[Ross] avait parlé à Iggy parce qu'ils allaient travailler ensemble. Je ne sais pas s'ils l'ont fait, mais ils avaient discuté, et Ross lui avait passé nos précédents disques et il les avait aimés. Alors, bien sûr, j'ai lancé l'idée : "Pourquoi ne pas [faire venir Iggy] pour faire quelque chose sur l'album ?" Ross en a parlé à Iggy, et il était tout à fait d'accord. Il est venu au studio pour une journée entière au cours de laquelle il a chanté [sur "Rolodex Propaganda"] et fait la note de rançon [sur "Enfilade"]".
En 2010, Rodriguez a déclaré qu'il pensait que l'album était "ruiné par le mixage", le qualifiant de "plastique" et a dit qu'il ne pensait pas qu'il capturait la véritable énergie du groupe.
Les pochettes de l'album (y compris celles des singles "One Armed Scissor", "Invalid Litter Dept " et "Rolodex Propaganda"), illustrées par Damon Locks, tournent toutes autour de l'imagerie de la guerre de Troie, et du cheval de Troie en particulier. 

## Liste des chansons
Toute la musique est composée par At the Drive-In.
| 1.    | Arcarsenal                                 | 2:55 |
| 2.    | Pattern Against User                       | 3:17 |
| 3.    | One Armed Scissor                          | 4:19 |
| 4.    | Sleepwalk Capsules                         | 3:27 |
| 5.    | Invalid Litter Dept.                       | 6:05 |
| 6.    | Mannequin Republic                         | 3:02 |
| 7.    | Enfilade                                   | 5:01 |
| 8.    | Rolodex Propaganda                         | 2:55 |
| 9.    | Quarantined                                | 5:24 |
| 10.   | Cosmonaut                                  | 3:23 |
| 11.   | Non-Zero Possibility                       | 5:36 |
| 12.   | Extracurricular (version Fearless Records) | 3:59 |
| 13.   | Catacombs (version Fearless Records)       | 4:14 |
| 45:31 |                                            |      |